# 阿普里利娅·尤斯万达里
阿普里利娅·尤斯万达里（1988年4月24日—），印尼女子羽毛球運動員。

## 簡歷
2010年11月，尤斯万达里代表印尼出戰廣州亞運會，參加羽毛球比賽的女子團體及女子單打項目，奪得女團銅牌。
2013年8月，尤斯万达里參加中國廣州舉行的世界羽毛球錦標賽，出戰女子單打項目，在首圈就以0比2（18-21、10-21）負於日本的今別府香里出局。
2015年7月，尤斯万达里代表印尼（Universitas Trisakti）出戰韓國光州市舉行的世界大學生運動會羽毛球比賽。

## 主要比賽成績
只列出曾進入準決賽的國際賽事成績：
| 年份   | 賽事                     | 公開賽級別 | 項目     | 成績   |
| ------ | ------------------------ | ---------- | -------- | ------ |
| 2010年 | 優霸盃                   | 其他       | 女子團體 | 準決賽 |
| 2010年 | 印度羽毛球黃金大獎賽     | 黃金大獎賽 | 女子單打 | 準決賽 |
| 2010年 | 中華台北羽毛球黃金大獎賽 | 黃金大獎賽 | 女子單打 | 準決賽 |
| 2010年 | 亞洲運動會羽毛球比賽     | 其他       | 女子團體 | 銅牌   |
| 2012年 | 韓國羽毛球黃金大獎賽     | 黃金大獎賽 | 女子單打 | 亞軍   |
| 2013年 | 印度羽毛球超級賽         | 超級賽     | 女子單打 | 準決賽 |
| 2013年 | 印尼羽毛球黃金大獎賽     | 黃金大獎賽 | 女子單打 | 準決賽 |
| 2015年 | 印尼羽毛球國際系列賽     | 國際系列賽 | 女子單打 | 亞軍   |
| 2015年 | 越南羽毛球國際挑戰賽     | 國際挑戰賽 | 女子單打 | 亞軍   |
| 2015年 | 匈牙利羽毛球國際賽       | 國際系列賽 | 女子單打 | 冠軍   |

| 2007-2017年 | 首要超級賽 | 超級賽 | 黃金大獎賽 | 大獎賽 | 國際挑戰賽 | 國際系列賽 | 未來系列賽 | 其他 |

| 2018-2026年 | 總決賽 | 超級1000賽 | 超級750賽 | 超級500賽 | 超級300賽 | 超級100賽 | 國際挑戰賽 | 國際系列賽 | 未來系列賽 | 其他 |

### 奧運會和世錦賽參賽紀錄
|          | 2013 |
| -------- | ---- |
| 女子單打 | 48強 |